# 카시오 루피

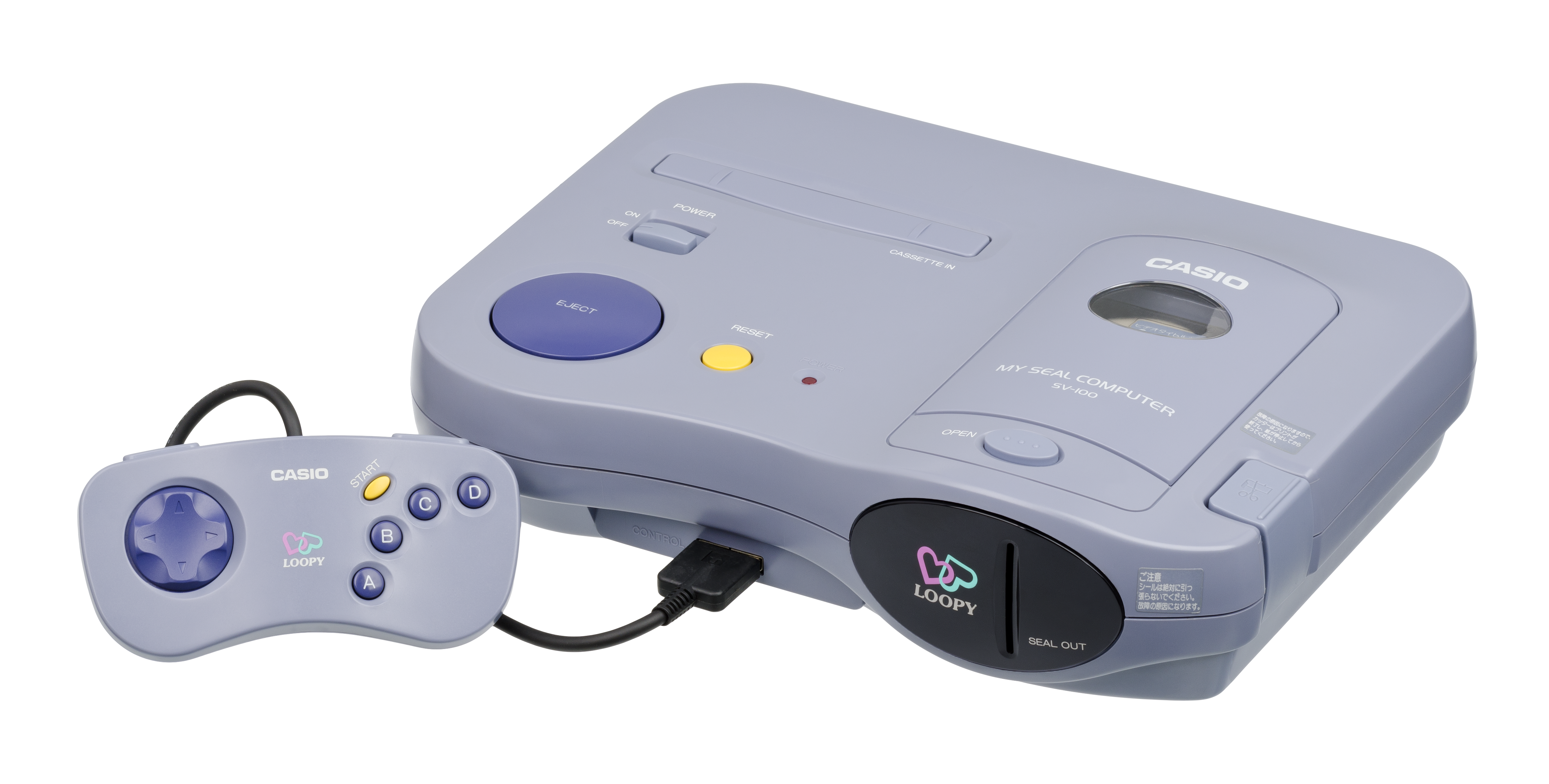
카시오 루피

카시오 루피(일본어: ルーピー)는 일본의 카시오가 1995년 10월 19일에 일본에서만 발매한 가정용 게임기이다. 이 게임기는 여성아동들을 대상으로 제작되었다.
루피에는 게임 스크린샷에서 스티커를 만드는 데 사용할 수 있는 열전사 컬러 프린터가 내장되어 있다. 매지컬 샵(マジカルショップ, Majikaru Shoppu)이라는 옵션 액세서리는 VCR과 DVD 플레이어에서 이미지를 얻을 수 있는 비디오 캡처 장치이다. 사용자는 이러한 이미지에 텍스트를 추가하고 스티커를 만들 수 있다. 매지컬 샵의 자체 내장 소프트웨어를 포함하여, 루피에는 10개의 게임이 발매되었다. 루피는 표준 게임 컨트롤러 또는 별도로 판매된 마우스와 함께 사용하기 위한 하나의 컨트롤러 포트를 갖추고 있다. 개발자 테라다 켄디는 루피 타운의 방이 좋아!라는 게임에서 작업했다.
소프트웨어는 1996년 11월을 끝으로 단종. 하드웨어도 1998년 12월에 단종되었다.
가격은 25,000엔.